# Curuguaty
Curuguaty é um distrito do Paraguai, localizado no departamento de Canindeyú.

## Etimologia
O significado do termo "Curuguaty" é vem do guarani, que em uma tradução literal pode se entender como "local do curuguá ", nome de uma planta na região.

## História
Curuguaty foi fundada em 14 de maio de 1716 por Juan Gregorio Bazán de Pedraza, como "Villa de San Isidro Labrador dos Reis Católicos de Curuguaty", às margens do rio de onde leva seu nome. No século XIX, José Gervasio Artigas, líder oriental, viveu cerca de 30 anos na cidade depois de ser derrotado pelos luso-brasileiros.
Durante a Guerra do Paraguai, Francisco Solano López declarou o Curuguaty como a quarta capital do Paraguai, com o vice-presidente Sánchez se estabelecendo lá. López acampou perto de Curuguaty, às margens do Rio Itandey, quando estava indo para a Serra do Amambay, que seria o último local onde seriam travadas batalhas na guerra.

## Geografia
A cidade se localiza nas proximidades das Montanhas de Mbaracayú, cuja altitude média é de 400 metros acima do nível do mar. É considerada uma extensão da Serra do Amambay. As temperaturas no verão podem alcançar os 39°C e no inverno, podem chegar a 0°C. A chuvas são abundantes e frequentes.

## Economia
A economia de Curtuguaty se baseia em atividades primárias. Os principais produtos produzidos são a soja, o trigo, o girassol e algodão, além da extensiva criação de gado. Também há exploração de madeira e erva-mate.

## Turismo
Na cidade se encontra a residência El Solar de Artigas, casa ocupada por Gervasio Artigas durante o governo de José Francia, com um parque em sua homenagem. Há um museu dedicado a Guerra do Paraguai.

## Infraestrutura

### Transporte
O município de Curuguaty é servido pela Ruta 10, que liga a cidade a Villa del Rosario (Departamento de San Pedro) e Salto del Guairá. Possuí estrada em pavimento ligando o município a cidade de Villa Ygatimí e caminho em terra ligando o município a cidade de Yasy Cañy.